# Olympische Geschichte Uruguays
| Gelbes Symbol für Goldmedaillen mit stilisierten Olympischen Ringen | Graues Symbol für Silbermedaillen mit stilisierten Olympischen Ringen | Braundes Symbol für Bronzemedaillen mit stilisierten Olympischen Ringen |
| ------------------------------------------------------------------- | --------------------------------------------------------------------- | ----------------------------------------------------------------------- |
| 2                                                                   | 2                                                                     | 6                                                                       |

Uruguay, dessen NOK, das Comité Olímpico Uruguayo, 1923 gegründet wurde, nahm erstmals 1924 an Olympischen Sommerspielen teil. Mit Ausnahme von 1980 wurden zu allen folgenden Sommerspielen Athleten geschickt. 1998 nahm Uruguay zum ersten und einzigen Mal an Winterspielen teil. Uruguay entsandte jugendliche Sportler zu beiden bislang ausgerichteten Jugend-Sommerspielen.

## Übersicht

### Sommerspiele

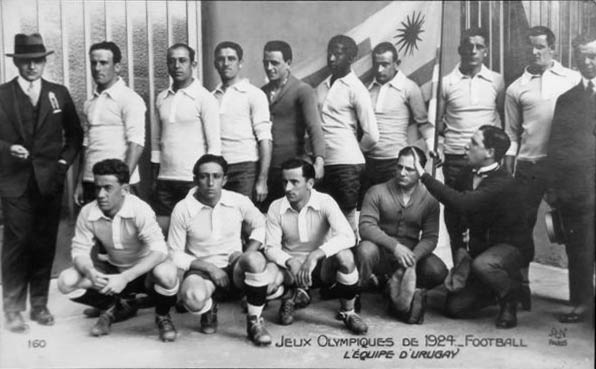
Die Siegermannschaft von 1924 mit den Spielern in hellen Trikots (v. l. n. r.) stehend: Scarone, Romano, Cea, Mazzali, Andrade, Petrone, Vidal, Nasazzi; kniend: Urdinarán, Tomassina und Ghierra

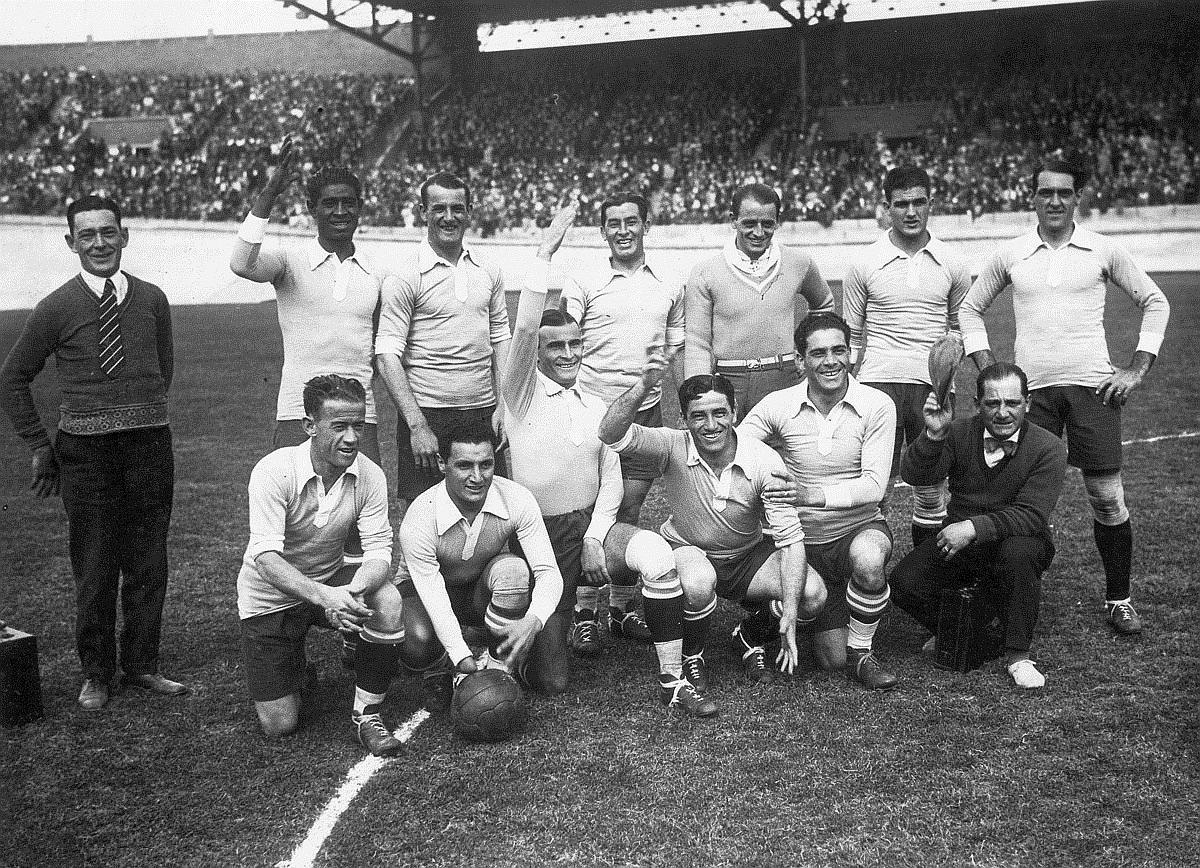
Die Sieger von 1928 (v. l. n. r.) stehend: Píriz, Nasazzi, Arispe, Mazzali, Gestido, Fernández; kniend: Urdinarán, Castro, Petrone, Cea, Cámpolo und Assistenztrainer Figoli

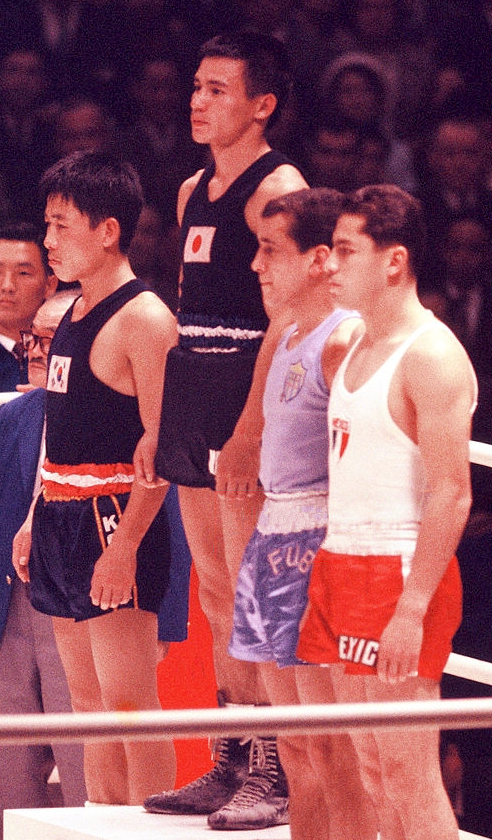
Siegerehrung im Boxen 1964 im Bantamgewicht: Bronze für Washington Rodríguez (2.v.r.)

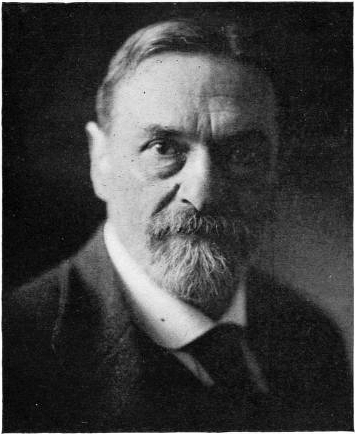
Der Maler Pedro Figari

Beim olympischen Debüt Uruguays 1924 in Paris bestand die Olympiamannschaft aus Boxern, Fechtern und der Fußballnationalmannschaft. Später waren uruguayische Sportler in den Sportarten Rudern (ab 1932), Basketball, Wasserball und Segeln (ab 1936), Leichtathletik, Radsport, moderner Fünfkampf und Schwimme (ab 1948), Reiten (ab 1960), Schießen (ab 1968), Gewichtheben (ab 1988), Judo und Kanusport (ab 1992) sowie Wasserspringen und Tennis (ab 1996) aktiv.
Die ersten Olympioniken Uruguays gehörten der Fußballnationalmannschaft an, die am 26. Mai 1924 gegen Jugoslawien ihr erstes Turnierspiel absolvierten. Am 1. Juli 1924 gingen im Fechten die ersten Individualsportler an den Start. Die Brüder Domingo und Pedro Mendy sowie ihr Teamkollege Gilberto Telechea traten im Florettfechten an. Die erste Frau aus Uruguay bei Olympischen Spielen war am 24. Juli 1952 in Helsinki die Speerwerferin Estrella Puente.
Die uruguayische Fußballnationalmannschaft konnte 1924 und 1928 die bislang zwei einzigen Goldmedaillen Uruguays gewinnen. In der Vorrunde wurde Jugoslawien mit 7:0 besiegt, im Achtelfinale die USA mit 3:0 und im Viertelfinale Frankreich mit 5:1. Gegen die Niederlande gewann Uruguay im Halbfinale mit 2:1 und traf im Finale auf die Schweiz. Uruguay gewann das Finale mit 3:0.
1928 in Amsterdam bildete das Team alleine die Olympiamannschaft Uruguays. Das Team besiegte im Achtelfinale die Niederlande mit 2:0 und schlug das Deutsche Reich im Viertelfinale mit 4:1. Italien wurde im Halbfinale mit 3:2 bezwungen. Im Finale traf man auf den Erzfeind Argentinien. Das Spiel endete nach Verlängerung 1:1. Drei Tage später wurde ein Wiederholungsspiel angesetzt. Uruguay gewann mit 2:1 und konnte damit seinen Olympiasieg von 1924 wiederholen.
Der Ruderer Guillermo Douglas war 1932 in Los Angeles der einzige Athlet Uruguays. Mit seiner Bronzemedaille im Einer war er der erste Individualsportler seines Landes, der eine olympische Medaille gewinnen konnte. Die dreiköpfige Rudermannschaft war es auch 1948 in London, die mit jeweils einer Silber- und Bronzemedaille die Medaillenbilanz ihres Landes aufwerten konnte. Eduardo Risso gewann Silber im Einer, der Doppelzweier mit William Jones und Juan Rodríguez gewann Bronze. Im Radsport belegte der Bahnvierer in der Mannschaftsverfolgung Platz 4, im Sprint wurde Leonel Rocca Fünfter.
1952 gewann der Ruderer Juan Rodríguez eine weitere Bronzemedaille im Doppelzweier, diesmal mit seinem Partner Miguel Seijas. Die Basketballmannschaft qualifizierte sich für die Viertelfinalrunde und gelangte schließlich ins Halbfinale gegen die Sowjetunion. Nach einer 57:61-Niederlage spielte Uruguay im Spiel um Bronze gegen Argentinien und gewann mit 68:59. 1956 in Melbourne konnte sich die Basketballmannschaft wieder für die Viertelfinalrunde qualifizieren. Und wie schon in Helsinki gelang auch diesmal der Einzug ins Halbfinale. Hier war der Gegner die USA. Uruguay unterlag mit 38:101. Das Spiel um Bronze gegen Frankreich wurde mit 71:62 gewonnen. In der Leichtathletik erreichte der Weitspringer Fermín Donazar das Finale und wurde Zwölfter.
1964 in Tokio gewann der Boxer Washington Rodríguez Bronze im Bantamgewicht. 1968 in Mexiko-Stadt erreichte Ana María Norbis die Finals über 100 und 200 Meter Brust. Auf beiden Strecken wurde sie Achte. Erst 1992 konnte sich wieder ein Sportler für ein Finale qualifizieren. Der Leichtathlet Ricardo Vera erreichte das Finale über 3000 Meter Hindernis und wurde Zwölfter. 1996 wurde der Radrennfahrer Milton Wynants Siebter im Punktefahren.
2000 in Sydney konnte Wynants nach 36 Jahren wieder eine Medaille für Uruguay gewinnen. Er holte Silber im Punktefahren. 2004 in Athen erreichte er Platz 9. Der Segler Alejandro Foglia belegte 2012 in der Laser-Klasse Platz 8. In der Leichtathletik wurde Emiliano Lasa 2016 in Rio de Janeiro Sechster im Weitsprung.

### Winterspiele
1998 in Nagano nahm zum ersten und bislang einzigen Mal ein Wintersportler aus Uruguay an Winterspielen teil. Der Skirennfahrer Gabriel Hottegrinde trat im Slalom an und erreichte Platz 24.

### Jugendspiele
Vier jugendliche Sportler, zwei Jungen und zwei Mädchen, gingen bei der ersten Austragung von Olympischen Jugend-Sommerspielen 2010 in Singapur im Reiten, Schwimmen und Taekwondo an den Start. Der Springreiter Marcelo Chirico gewann auf Links Hot Gossip die Einzelwertung.
2014 in Nanjing gingen 22 Athleten, sieben Jungen und 15 Mädchen, in den Sportarten Leichtathletik, Basketball, Hockey, Beach-Volleyball, Segeln, Reiten, Schwimmen und Tischtennis an den Start.

### Kunstwettbewerbe
Im Rahmen der olympischen Kunstwettbewerbe 1924 reichte der Autor L. A. Fernández sein Werk Greetings to the Olympians ein, konnte sich jedoch nicht platzieren. Der Maler Pedro Figari war 1932 in Los Angeles mit fünf Werken ( Bull Fight, Going to Races, Traveling, Amazon und Country Races) vertreten. Die Autoren Clotilde Luisi und José María Podestá reichten 1948 ihr Stück El Desafioa in der Rubrik Dramatische Werke ein. Sie erhielten eine lobende Erwähnung.

## IOC-Mitglieder
Julio César Maglione, ehemaliger Schwimmer und bis 2016 Präsident des Weltschwimmverbandes FINA wurde 1996 zum IOC-Mitglied gewählt. Seine Mitgliedschaft endete aus Altersgründen 2015. 2016 wurde er Ehrenmitglied.

## Übersicht der Teilnehmer

### Sommerspiele
| Jahr      | Athleten           | Athleten           | Athleten           | Flaggenträger      | Sportarten         | Sportarten         | Sportarten         | Sportarten         | Sportarten         | Sportarten         | Sportarten         | Sportarten         | Sportarten         | Sportarten         | Sportarten         | Sportarten         | Sportarten         | Sportarten         | Sportarten         | Sportarten         | Sportarten         | Sportarten         | Medaillen          | Medaillen          | Medaillen          | Medaillen          | Rang               |
| Jahr      | Gesamt             | Männer             | Frauen             | Flaggenträger      | Fußball            | Boxen              | Fechten            | Rudern             | Basketball         | Wasserball         | Segeln             | Leichtathletik     | Radsport           | Moderner Fünfkampf | Schwimmen          | Reiten             | Schießen           | Gewichtheben       | Judo               | Kanusport          | Wasserspringen     | Tennis             |                    |                    |                    | Gesamt             | Rang               |
| --------- | ------------------ | ------------------ | ------------------ | ------------------ | ------------------ | ------------------ | ------------------ | ------------------ | ------------------ | ------------------ | ------------------ | ------------------ | ------------------ | ------------------ | ------------------ | ------------------ | ------------------ | ------------------ | ------------------ | ------------------ | ------------------ | ------------------ | ------------------ | ------------------ | ------------------ | ------------------ | ------------------ |
| 1896–1920 | nicht teilgenommen | nicht teilgenommen | nicht teilgenommen | nicht teilgenommen | nicht teilgenommen | nicht teilgenommen | nicht teilgenommen | nicht teilgenommen | nicht teilgenommen | nicht teilgenommen | nicht teilgenommen | nicht teilgenommen | nicht teilgenommen | nicht teilgenommen | nicht teilgenommen | nicht teilgenommen | nicht teilgenommen | nicht teilgenommen | nicht teilgenommen | nicht teilgenommen | nicht teilgenommen | nicht teilgenommen | nicht teilgenommen | nicht teilgenommen | nicht teilgenommen | nicht teilgenommen | nicht teilgenommen |
| 1924      | 25                 | 25                 | 0                  |                    | 14                 | 5                  | 6                  |                    |                    |                    |                    |                    |                    |                    |                    |                    |                    |                    |                    |                    |                    |                    | 1                  |                    |                    | 1                  | 19                 |
| 1928      | 17                 | 17                 | 0                  |                    | 17                 |                    |                    |                    |                    |                    |                    |                    |                    |                    |                    |                    |                    |                    |                    |                    |                    |                    | 1                  |                    |                    | 1                  | 24                 |
| 1932      | 1                  | 1                  | 0                  |                    |                    |                    |                    | 1                  |                    |                    |                    |                    |                    |                    |                    |                    |                    |                    |                    |                    |                    |                    |                    |                    | 1                  | 1                  | 26                 |
| 1936      | 37                 | 37                 | 0                  |                    |                    | 7                  | 5                  | 8                  | 9                  | 7                  | 1                  |                    |                    |                    |                    |                    |                    |                    |                    |                    |                    |                    |                    |                    |                    |                    |                    |
| 1948      | 59                 | 59                 | 0                  |                    |                    | 8                  | 5                  | 3                  | 13                 | 8                  | 3                  | 5                  | 9                  | 3                  | 2                  |                    |                    |                    |                    |                    |                    |                    |                    | 1                  | 1                  | 2                  | 26                 |
| 1952      | 32                 | 31                 | 1                  |                    |                    | 1                  | 2                  | 3                  | 12                 |                    | 1                  | 2                  | 7                  | 3                  | 1                  |                    |                    |                    |                    |                    |                    |                    |                    |                    | 2                  | 2                  | 37                 |
| 1956      | 21                 | 21                 | 0                  |                    |                    |                    | 1                  | 2                  | 12                 |                    |                    | 1                  | 5                  |                    |                    |                    |                    |                    |                    |                    |                    |                    |                    |                    | 1                  | 1                  | 35                 |
| 1960      | 34                 | 34                 | 0                  |                    |                    | 3                  | 2                  | 5                  | 12                 |                    | 3                  | 1                  | 5                  |                    |                    | 3                  |                    |                    |                    |                    |                    |                    |                    |                    |                    |                    |                    |
| 1964      | 23                 | 23                 | 0                  |                    |                    | 1                  |                    | 2                  | 12                 |                    |                    |                    | 8                  |                    |                    |                    |                    |                    |                    |                    |                    |                    |                    |                    | 1                  | 1                  | 35                 |
| 1968      | 27                 | 21                 | 6                  |                    |                    | 4                  | 1                  | 5                  |                    |                    | 1                  | 3                  | 5                  |                    | 5                  |                    | 3                  |                    |                    |                    |                    |                    |                    |                    |                    |                    |                    |
| 1972      | 13                 | 10                 | 3                  | Darwin Piñeyrúa    |                    | 1                  |                    | 3                  |                    |                    |                    | 2                  | 5                  |                    | 2                  |                    |                    |                    |                    |                    |                    |                    |                    |                    |                    |                    |                    |
| 1976      | 9                  | 7                  | 2                  |                    |                    | 1                  |                    | 1                  |                    |                    |                    | 1                  | 5                  |                    | 1                  |                    |                    |                    |                    |                    |                    |                    |                    |                    |                    |                    |                    |
| 1980      | nicht teilgenommen | nicht teilgenommen | nicht teilgenommen | nicht teilgenommen | nicht teilgenommen | nicht teilgenommen | nicht teilgenommen | nicht teilgenommen | nicht teilgenommen | nicht teilgenommen | nicht teilgenommen | nicht teilgenommen | nicht teilgenommen | nicht teilgenommen | nicht teilgenommen | nicht teilgenommen | nicht teilgenommen | nicht teilgenommen | nicht teilgenommen | nicht teilgenommen | nicht teilgenommen | nicht teilgenommen | nicht teilgenommen | nicht teilgenommen | nicht teilgenommen | nicht teilgenommen | nicht teilgenommen |
| 1984      | 18                 | 17                 | 1                  | Carlos Peinado     |                    | 1                  |                    |                    | 11                 |                    | 3                  |                    | 1                  |                    | 2                  |                    |                    |                    |                    |                    |                    |                    |                    |                    |                    |                    |                    |
| 1988      | 15                 | 14                 | 1                  | Jesús Posse        |                    | 2                  |                    | 1                  |                    |                    | 5                  | 1                  | 3                  | 1                  | 1                  |                    |                    | 1                  |                    |                    |                    |                    |                    |                    |                    |                    |                    |
| 1992      | 16                 | 16                 | 0                  | Ricardo Fabini     |                    | 2                  |                    | 1                  |                    |                    | 3                  | 2                  | 2                  | 1                  | 1                  |                    | 1                  | 1                  | 1                  | 1                  |                    |                    |                    |                    |                    |                    |                    |
| 1996      | 14                 | 12                 | 2                  | Marcelo Filippini  |                    |                    |                    |                    |                    |                    | 2                  | 2                  | 3                  |                    | 2                  |                    |                    | 1                  | 2                  |                    | 1                  | 1                  |                    |                    |                    |                    |                    |
| 2000      | 15                 | 12                 | 3                  | Mónica Falcioni    |                    |                    |                    |                    |                    |                    | 1                  | 4                  | 2                  |                    | 4                  | 2                  | 1                  |                    | 1                  |                    |                    |                    |                    | 1                  |                    | 1                  | 64                 |
| 2004      | 15                 | 13                 | 2                  | Serrana Fernández  |                    |                    |                    | 3                  |                    |                    | 2                  | 3                  | 2                  |                    | 4                  |                    |                    |                    |                    | 1                  |                    |                    |                    |                    |                    |                    |                    |
| 2008      | 12                 | 9                  | 3                  | Alejandro Foglia   |                    |                    |                    | 3                  |                    |                    | 1                  | 3                  | 1                  |                    | 3                  |                    | 1                  |                    |                    |                    |                    |                    |                    |                    |                    |                    |                    |
| 2012      | 27                 | 24                 | 3                  | Rodolfo Collazo    | 16                 |                    |                    | 2                  |                    |                    | 2                  | 2                  | 1                  |                    | 2                  |                    | 1                  |                    | 1                  |                    |                    |                    |                    |                    |                    |                    |                    |
| 2016      | 17                 | 12                 | 5                  | Dolores Moreira    |                    |                    |                    | 1                  |                    |                    | 4                  | 6                  |                    |                    | 2                  | 1                  |                    |                    | 1                  |                    |                    | 1                  |                    |                    |                    |                    |                    |
| Gesamt    | Gesamt             | Gesamt             | Gesamt             | Gesamt             | Gesamt             | Gesamt             | Gesamt             | Gesamt             | Gesamt             | Gesamt             | Gesamt             | Gesamt             | Gesamt             | Gesamt             | Gesamt             | Gesamt             | Gesamt             | Gesamt             | Gesamt             | Gesamt             | Gesamt             | Gesamt             | 2                  | 2                  | 6                  | 10                 | 76                 |

### Winterspiele
| Jahr      | Athleten           | Athleten           | Athleten           | Flaggenträger       | Sportarten         | Medaillen          | Medaillen          | Medaillen          | Medaillen          | Medaillen          |
| Jahr      | Gesamt             | m                  | w                  | Flaggenträger       | Ski Alpin          |                    |                    |                    | Gesamt             | Rang               |
| --------- | ------------------ | ------------------ | ------------------ | ------------------- | ------------------ | ------------------ | ------------------ | ------------------ | ------------------ | ------------------ |
| 1924–1994 | nicht teilgenommen | nicht teilgenommen | nicht teilgenommen | nicht teilgenommen  | nicht teilgenommen | nicht teilgenommen | nicht teilgenommen | nicht teilgenommen | nicht teilgenommen | nicht teilgenommen |
| 1998      | 1                  | 1                  | 0                  | Gabriel Hottegrinde | 1                  |                    |                    |                    |                    |                    |
| 2002–2018 | nicht teilgenommen | nicht teilgenommen | nicht teilgenommen | nicht teilgenommen  | nicht teilgenommen | nicht teilgenommen | nicht teilgenommen | nicht teilgenommen | nicht teilgenommen | nicht teilgenommen |
| Gesamt    | Gesamt             | Gesamt             | Gesamt             | Gesamt              | Gesamt             | 0                  | 0                  | 0                  | 0                  | -                  |

### Jugend-Sommerspiele
| Jahr   | Athleten | Athleten | Athleten | Flaggenträger   | Sportarten | Sportarten | Sportarten | Sportarten     | Sportarten | Sportarten       | Sportarten | Sportarten | Sportarten  | Medaillen | Medaillen | Medaillen | Medaillen | Medaillen |
| Jahr   | Gesamt   | m        | w        | Flaggenträger   | Reiten     | Schwimmen  | Taekwondo  | Leichtathletik | Basketball | Beach-Volleyball | Hockey     | Segeln     | Tischtennis |           |           |           | Gesamt    | Rang      |
| ------ | -------- | -------- | -------- | --------------- | ---------- | ---------- | ---------- | -------------- | ---------- | ---------------- | ---------- | ---------- | ----------- | --------- | --------- | --------- | --------- | --------- |
| 2010   | 4        | 2        | 2        | Marcelo Chirico | 1          | 2          | 1          |                |            |                  |            |            |             | 1         |           |           | 1         | 50        |
| 2014   | 22       | 7        | 15       | Dolores Moreira | 1          | 1          |            | 1              | 4          | 4                | 9          | 1          | 1           |           |           |           |           |           |
| Gesamt | Gesamt   | Gesamt   | Gesamt   | Gesamt          | Gesamt     | Gesamt     | Gesamt     | Gesamt         | Gesamt     | Gesamt           | Gesamt     | Gesamt     | Gesamt      | 1         | 0         | 0         | 1         | 62        |

### Jugend-Winterspiele
| Jahr      | Athleten           | Athleten           | Athleten           | Flaggenträger      | Sportarten         | Medaillen          | Medaillen          | Medaillen          | Medaillen          | Medaillen          |
| Jahr      | Gesamt             | m                  | w                  | Flaggenträger      | Sportarten         |                    |                    |                    | Gesamt             | Rang               |
| --------- | ------------------ | ------------------ | ------------------ | ------------------ | ------------------ | ------------------ | ------------------ | ------------------ | ------------------ | ------------------ |
| 2012–2016 | nicht teilgenommen | nicht teilgenommen | nicht teilgenommen | nicht teilgenommen | nicht teilgenommen | nicht teilgenommen | nicht teilgenommen | nicht teilgenommen | nicht teilgenommen | nicht teilgenommen |
| Gesamt    | Gesamt             | Gesamt             | Gesamt             | Gesamt             | Gesamt             | 0                  | 0                  | 0                  | 0                  | -                  |

## Medaillengewinner

### Goldmedaillen
| Name                      | Spiele         | Sportart | Disziplin | Anmerkung                              |
| ------------------------- | -------------- | -------- | --------- | -------------------------------------- |
| Fußballnationalmannschaft | 1924 Paris     | Fußball  |           | erster Medaillengewinn und Olympiasieg |
| Fußballnationalmannschaft | 1928 Amsterdam | Fußball  |           |                                        |

### Silbermedaillen
| Name              | Spiele      | Sportart | Disziplin    | Anmerkung |
| ----------------- | ----------- | -------- | ------------ | --------- |
| Guillermo Douglas | 1948 London | Rudern   | Einer        |           |
| Milton Wynants    | 2000 Sydney | Radsport | Punktefahren |           |

### Bronzemedaillen
| Name                         | Spiele           | Sportart   | Disziplin     | Anmerkung |
| ---------------------------- | ---------------- | ---------- | ------------- | --------- |
| Guillermo Douglas            | 1932 Los Angeles | Rudern     | Einer         |           |
| William Jones Juan Rodríguez | 1948 London      | Rudern     | Doppelzweier  |           |
| Miguel Seijas Juan Rodríguez | 1952 Helsinki    | Rudern     | Doppelzweier  |           |
| Basketballnationalmannschaft | 1952 Helsinki    | Basketball |               |           |
| Basketballnationalmannschaft | 1956 Melbourne   | Basketball |               |           |
| Washington Rodríguez         | 1964 Tokio       | Boxen      | Bantamgewicht |           |

## Medaillen nach Sportart
| Sportart   | Gold | Silber | Bronze | Gesamt |
| Fußball    | 2    | 0      | 0      | 2      |
| Rudern     | 0    | 1      | 3      | 4      |
| Radsport   | 0    | 1      | 0      | 1      |
| Basketball | 0    | 0      | 2      | 2      |
| Boxen      | 0    | 0      | 1      | 1      |
| Gesamt     | 2    | 2      | 6      | 10     |

## Medaillenspiegel

### Olympische Spiele
|                         |   |   |   | Gesamt | Rang |
| ----------------------- | - | - | - | ------ | ---- |
| Olympische Sommerspiele | 2 | 2 | 6 | 10     | 76   |
| Olympische Winterspiele | 0 | 0 | 0 | 0      | -    |
| Gesamt                  | 2 | 2 | 6 | 10     | 76   |

### Olympische Jugendspiele
|                                |   |   |   | Gesamt | Rang |
| ------------------------------ | - | - | - | ------ | ---- |
| Olympische Jugend-Sommerspiele | 1 | 0 | 0 | 1      | 62   |
| Olympische Jugend-Winterspiele | 0 | 0 | 0 | 0      | -    |
| Gesamt                         | 1 | 0 | 0 | 1      | 66   |